# Giovanni Benedetto Castiglione
Pour les articles homonymes, voir Benedetto et Castiglione.
Giovanni Benedetto Castiglione, dit Le Benédette en français et Il Grechetto en italien, baptisé à Gênes le 23 mai 1609 et mort à Mantoue le 5 mai 1664, est un peintre, graveur et imprimeur italien de l'école génoise baroque.

## Biographie

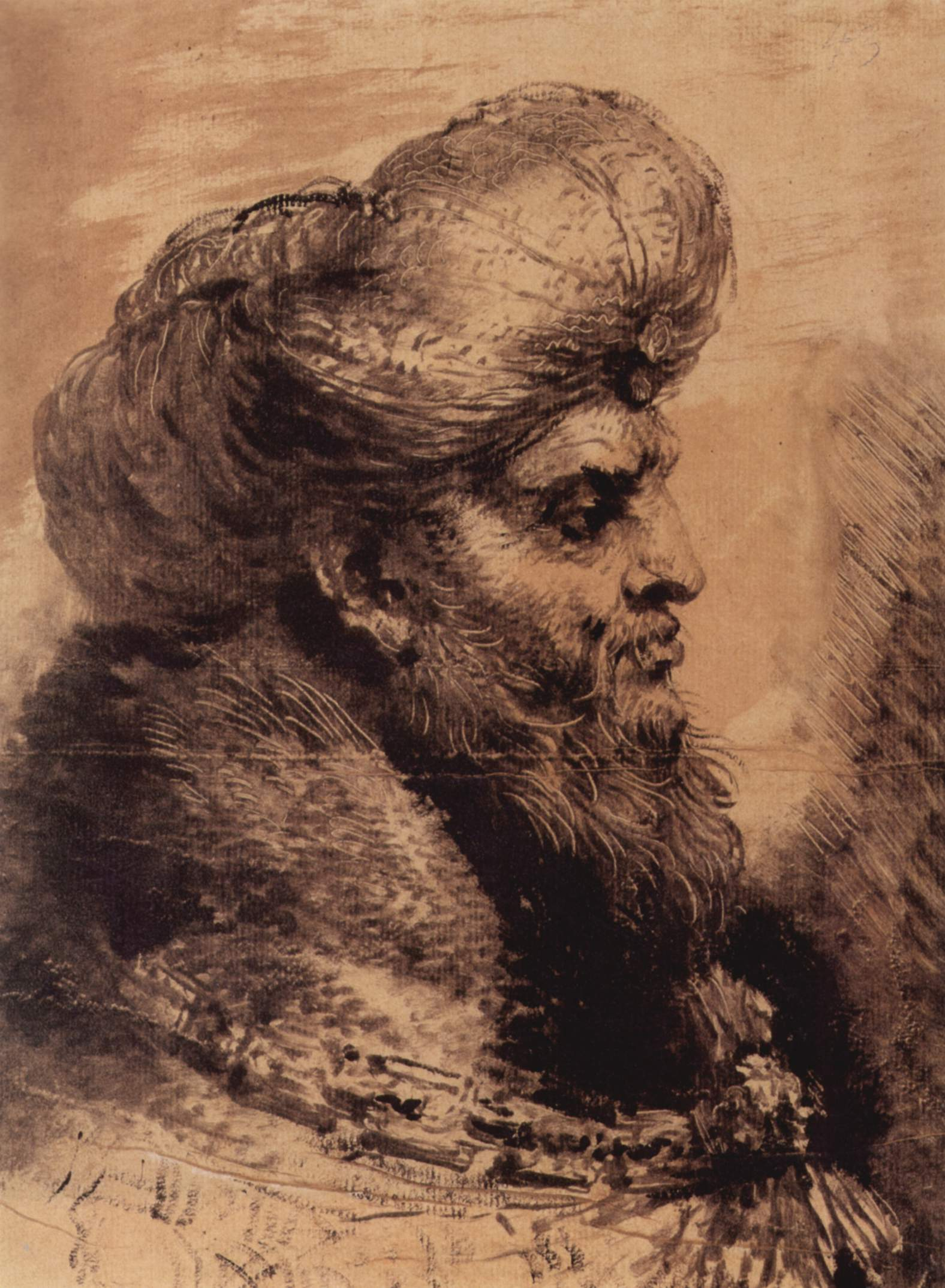
Tête d'un oriental barbu

Giovanni Benedetto Castiglione est probablement né en 1609. Il fut baptisé le 23 mars de cette année,. Sa formation initiale reste obscure. Il pourrait avoir travaillé, dans sa ville natale, dans les ateliers de Giovanni Battista Paggi, Giovanni Andrea de Ferrari et Sinibaldo Scorza. Wittkower le décrit comme un étudiant passionné d'Antoine Van Dyck, qui séjourna dans la ville ligure de 1621 à 1627, et de Pierre Paul Rubens, qui a séjourné dans la ville durant la première décennie du XVIIe siècle, et dont les peintures étaient là facilement accessibles. Jan Roos, élève de Snyders, qui habita Gênes de 1614 à 1638, le mit en contact avec la peinture flamande. Castiglione a peut-être étudié avec le Génois Bernardo Strozzi, et certainement eu connaissance de l'œuvre de Domenico Fetti à Mantoue. Il fut aussi influencé par Titien et Paul Véronèse. 
Il partit pour Rome, avec son frère Salvatore et son fils Francesco Benedetto, en 1632, comme l'attestent les stati d'anime de la paroisse Sant'Andrea delle Fratte. Il se fit connaître, et fut admis, en 1634, à l'Accademia di San Luca. Il fréquenta alors des artistes comme Pier Francesco Mola, Nicolas Poussin et Mattia Preti.
En 1635, il rencontra à Naples, Andrea del Lione, avant de retourner à Gênes en 1639. Il réalisa quelques retables qui exercèrent une influence certaine sur les peintres locaux. Marié en 1641, il eut, la même année, un fils, appelé Francesco, qui deviendra peintre à son tour. Il séjourna également à Parme.
De retour à Rome de 1647 à 1652, il y connut Salvatore Rosa, Gian Lorenzo Bernini, et Pietro da Cortona qui exercèrent une grande influence sur sa peinture à partir de 1650. Il entre en 1651 au service du comte Charles Ier Gonzague de Mantoue, et dès 1652, il répartit son activité entre Gênes, Venise et Mantoue. À cette même époque, Rubens est également l'hôte de la cour de Gonzague. C'est là que Giovanni Benedetto Castiglione reçut le surnom de Grechetto, à cause de ses scènes pastorales de facture classique.
Il mourut en 1664 à Mantoue.
Son frère Salvatore Castiglione et son fils Francesco Castiglione (mort en 1716) marchèrent sur ses traces, et son travail inspira largement les peintures d'Antonio Maria Vassallo (c. 1640-60) et les gravures de Bartolomeo Biscaino (1629-1657).

## Œuvre

### Techniques

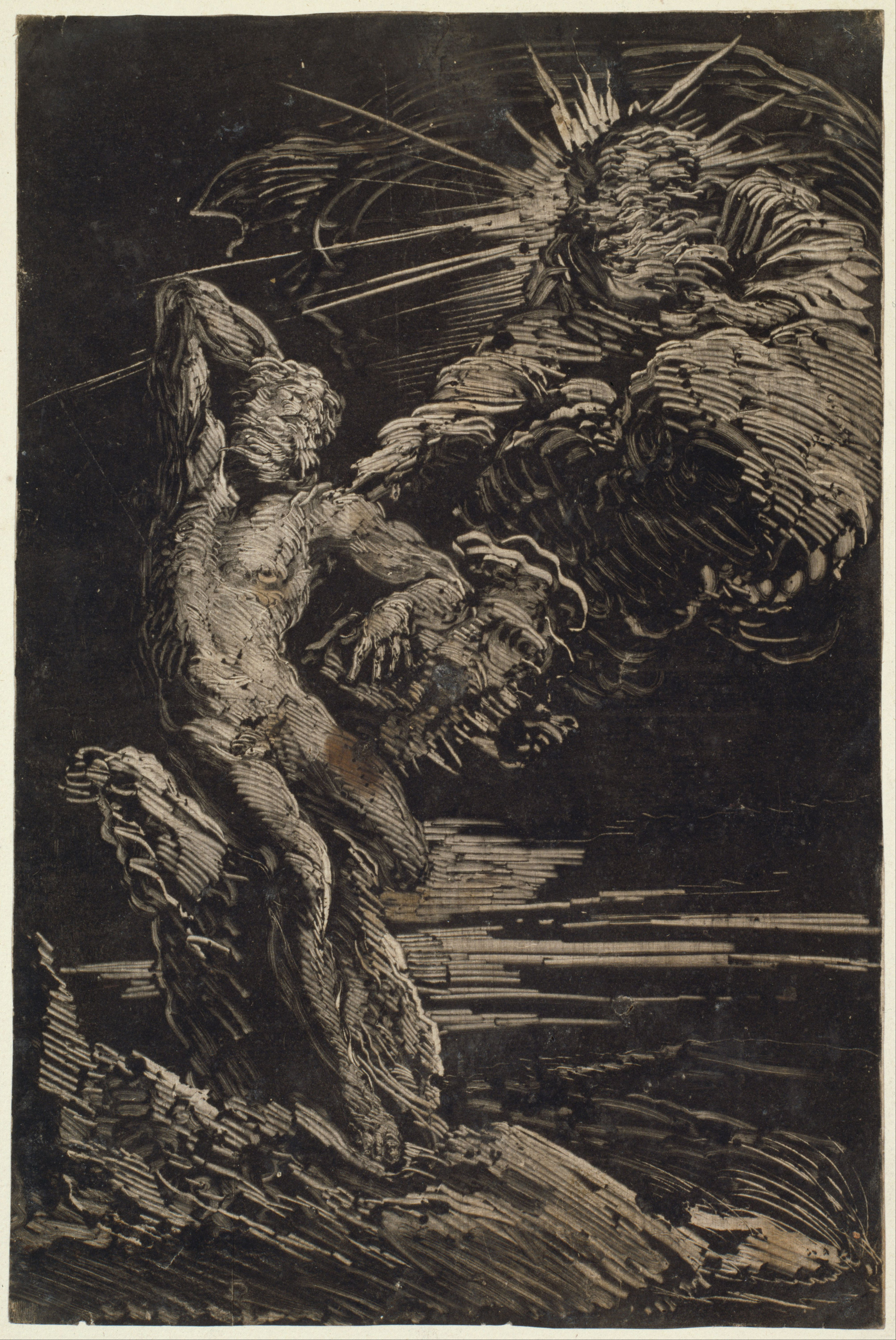
La création d'Adam, monotype.

Dans son atelier, auquel étaient associés son fils et son frère, Giovanni Benedetto Castiglione peignit d'une manière distinguée des portraits, des tableaux historiques, des paysages et des natures mortes, mais son originalité concerne surtout les scènes rurales (marchés, vendanges, campagnes remplies de travailleurs et de troupeaux, etc.). Ses compositions bibliques et historiques servent surtout de prétexte à la peinture du bétail et du paysage, le sujet qui donne son nom au tableau ne jouant qu'un rôle secondaire (voir, par exemple, La Caravane, où celle-ci n'occupe qu'un espace très réduit, en haut et à gauche du tableau, alors que l'âne et son chargement, ainsi que les moutons qui l'entourent, sont le véritable sujet de la toile). L'arche de Noé, avec ses animaux, était un de ses sujets favoris. La composition de ses tableaux est conçue à partir d'une forme ovoïde. Si les formes sont conventionnelles, la couleur est très variée. En particulier, dans ses dessins à l'huile sur papier, une technique apprise des Vénitiens et des Flamands, il est le premier à employer le vermillon.
Giovanni Benedetto Castiglione est également connu comme graveur à l'eau-forte.  Il a cherché, dans cet art, à imiter Rembrandt (1606-1669), dont il découvrit les gravures vers 1630. Il est probable que l'influence avec le peintre flamand ait été réciproque. En dépit d'un tracé très léger, et d'une utilisation habile de la lumière et des ombres, les œuvres de Giovanni Benedetto Castiglione restent conventionnelles, même si elles connurent une popularité certaine, qui valut même à leur auteur le surnom de « second Rembrandt ». Sa gravure la plus remarquable est Diogène cherchant un homme. On connaît plus de 70 planches de Castiglione, principalement d'inspiration religieuse ou moraliste (voir, dans ce registre, L'Aveugle conduisant l'aveugle). En 1786, G. Zompini publie, à Venise, un ensemble de douze planches gravées par Castiglione. Des gravures des œuvres de Giovanni Benedetto Castiglione ont également été réalisées par Francesco Bartolozzi (1727-1815)
Aux alentours de 1648, Giovanni Benedetto Castiglione fut l'inventeur du monotype, la seule technique d'impression originaire d'Italie,. Elle consiste à effectuer un tirage unique à partir de la plaque métallique portant le dessin réalisé à l'encre. Giovanni Benedetto Castiglione réalisa plus de vingt monotypes avant sa mort. La série la plus populaire fut un ensemble de têtes exotiques, principalement des hommes de type vaguement oriental, mais également des femmes, et parfois des animaux. Elle fut reproduite en un nombre considérable d'exemplaires.

### Évolution stylistique
Durant ses premières années, à Gênes, il s'inspire du naturalisme des peintres flamands, appris de Roos et Van Dyck. Ses œuvres sont alors proches de celle du Caravage. Il va progressivement se détacher de ce style, pour se rapprocher du néo-vénitianisme de Poussin, lors de son premier séjour romain. Ses peintures religieuses, exécutées lors de son retour à Gênes, entre 1635 et 1647, sont nettement influencées par le baroque de Rubens. À partir de 1647, son second séjour romain voit une évolution nette vers le maniérisme, sous l'influence du Bernin.

### Peintures

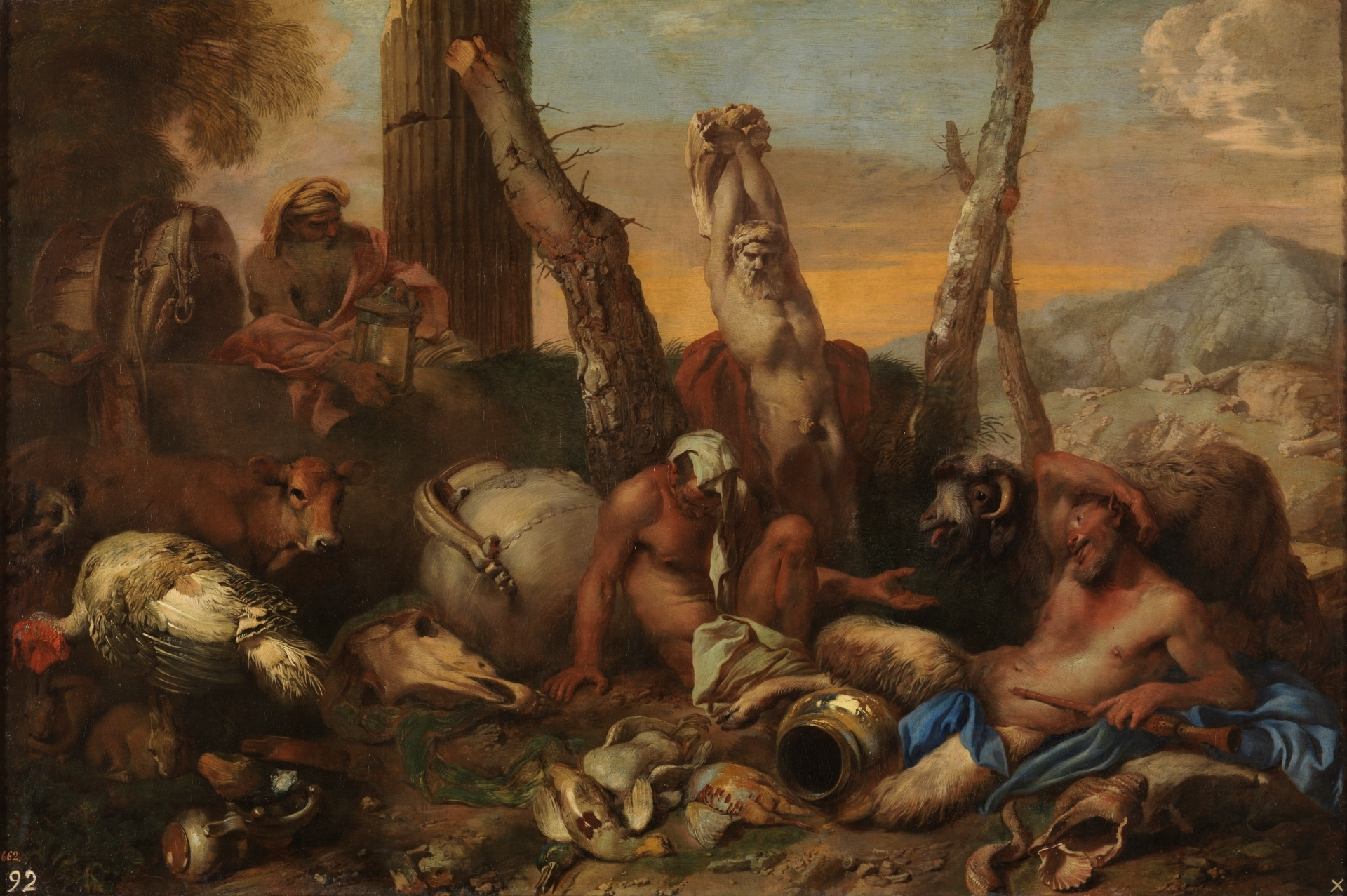
Diogène cherchant un homme, Prado

Ses peintures se trouvent principalement à Gênes et Mantoue, mais aussi à Rome, Venise, Naples et Florence. Une de ses toiles les plus célèbres est le Presepio (Nativité du Christ), de l'église San Luca, à Gênes.
Il est possible qu'un certain nombre de toiles soient des copies d'originaux de Giovanni Benedetto Castiglione, ou des œuvres de son frère ou de son fils.

#### Chronologie
- Jacob conduisant les troupeaux de Laban, huile sur toile, vers 1632, 114 × 150 cm, collection privée
- La Caravane, vers 1635, huile sur toile, 193 cm × 284 cm, Rouen, Musée des beaux-arts
- Le Voyage de Rebecca, v. 1637-39, huile sur toile, 63 × 71 cm, Musée des beaux-arts de Houston
- Les Bergers, vers 1640, Los Angeles, J. Paul Getty Museum
- Isaac rencontrant Rebecca Isaac rencontrant Rebecca, huile sur toile, vers 1640, 124 × 175 cm, Saint-Pétersbourg, Musée de l'Ermitage
- La Vierge à l’Enfant, 1640, huile sur toile, 40 x 28 cm, musée des Beaux-Arts d’Orléans[9]
- L'Adoration des bergers, 1645, Gênes, Église San Luca
- Un Satyre assis à côté d'une statue de Priape, vers 1645, San Francisco, Fine Arts Museum
- La Nativité du Christ, 1645, toile, 398 × 218 cm, Gênes, église San Luca
- Pan assis à côté d'un vase, vers 1645, San Francisco, Fine Arts Museum
- Portrait d'un homme barbu et moustachu, portant un chapeau avec une grande plume (Portrait de G. L. Bernini ?), vers 1645-1650, San Francisco, Fine Arts Museum
- Le Christ chassant les marchands du Temple, huile sur toile, 1645-1655, 100 × 124 cm, Paris, Musée du Louvre
- Diogène cherchant un homme, 1645-1647, San Francisco, Fine Arts Museum
- L'Expulsion de Hagar, vers 1647-1649, Los Angeles, J. Paul Getty Museum
- Tobit enterrant les morts, vers 1647-1655, Minneapolis, Institute of Arts
- Gianlorenzo Bernini, vers 1648–1650, Gênes, Palazzo Bianco

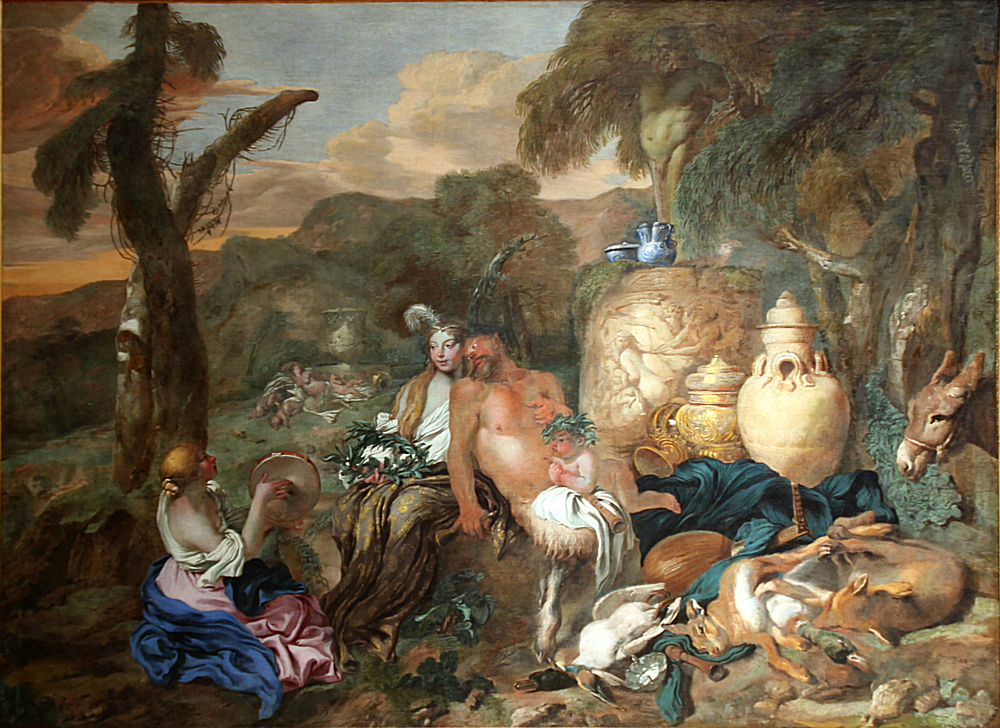
Bacchante et Satyre

- Circé, vers 1650, huile sur toile, 186 × 218 cm, Florence, musée des Offices, corridor de Vasari. Commandé par Jean-Charles de Médicis (1611-1663) pour décorer le palais Pitti[10].
- Circé changeant en animaux les compagnons d'Ulysse, années 1650, Saint-Pétersbourg, Musée de l'Ermitage
- Circé changeant en animaux les compagnons d'Ulysse, vers 1650, Vevey, Musée Jenisch
- La rencontre d'Abraham et de Melchisédech, vers 1650, toile, 106 × 134 cm, Paris, Musée du Louvre[11]
- Une Famille de satyres au milieu des animaux, vers 1650, Worcester, Art Museum
- Jeune garçon jouant de la flûte pour un satyre, années 1650, New York, Metropolitan Museum of Art
- L'Immaculée Conception, 1650, Minneapolis, Institute of Arts
- Le Sacrifice de Noé après le déluge, 1650-1655, huile sur toile, 140 × 192 cm, Los Angeles County Museum of Art
- Noé et les animaux entrant dans l'Arche, vers 1650, Austin, Blanton Museum of Art at the University of Texas
- Noé et les animaux entrant dans l'Arche, huile sur toile, vers 1650, 145 × 195 cm, Dresde, Gemäldegalerie
- Noé et les animaux entrant dans l'Arche, vers 1650, Minneapolis, Institute of Arts
- Voyage pastoral, vers 1650, Los Angeles, J. Paul Getty Museum
- Les Animaux entrant dans l'Arche de Noé, 1650-1655, Montréal, Musée des Beaux-Arts
- Les Animaux entrant dans l'Arche de Noé vers 1650-1655, San Francisco, Fine Arts Museum

Avant 1650
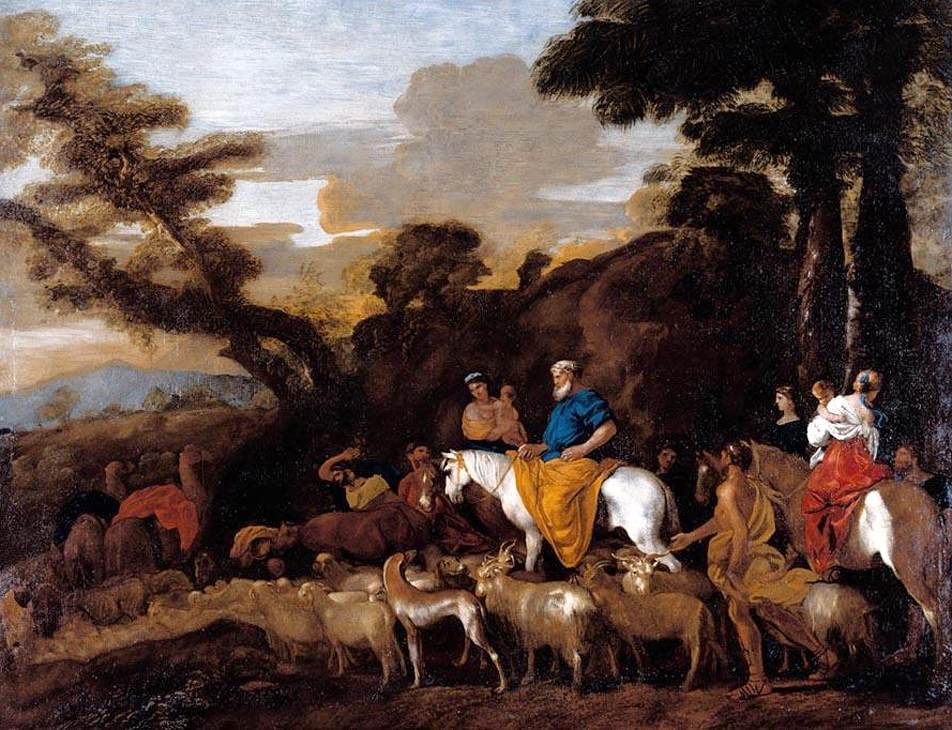
Jacob et les troupeaux de Laban, 1632, Collection privée
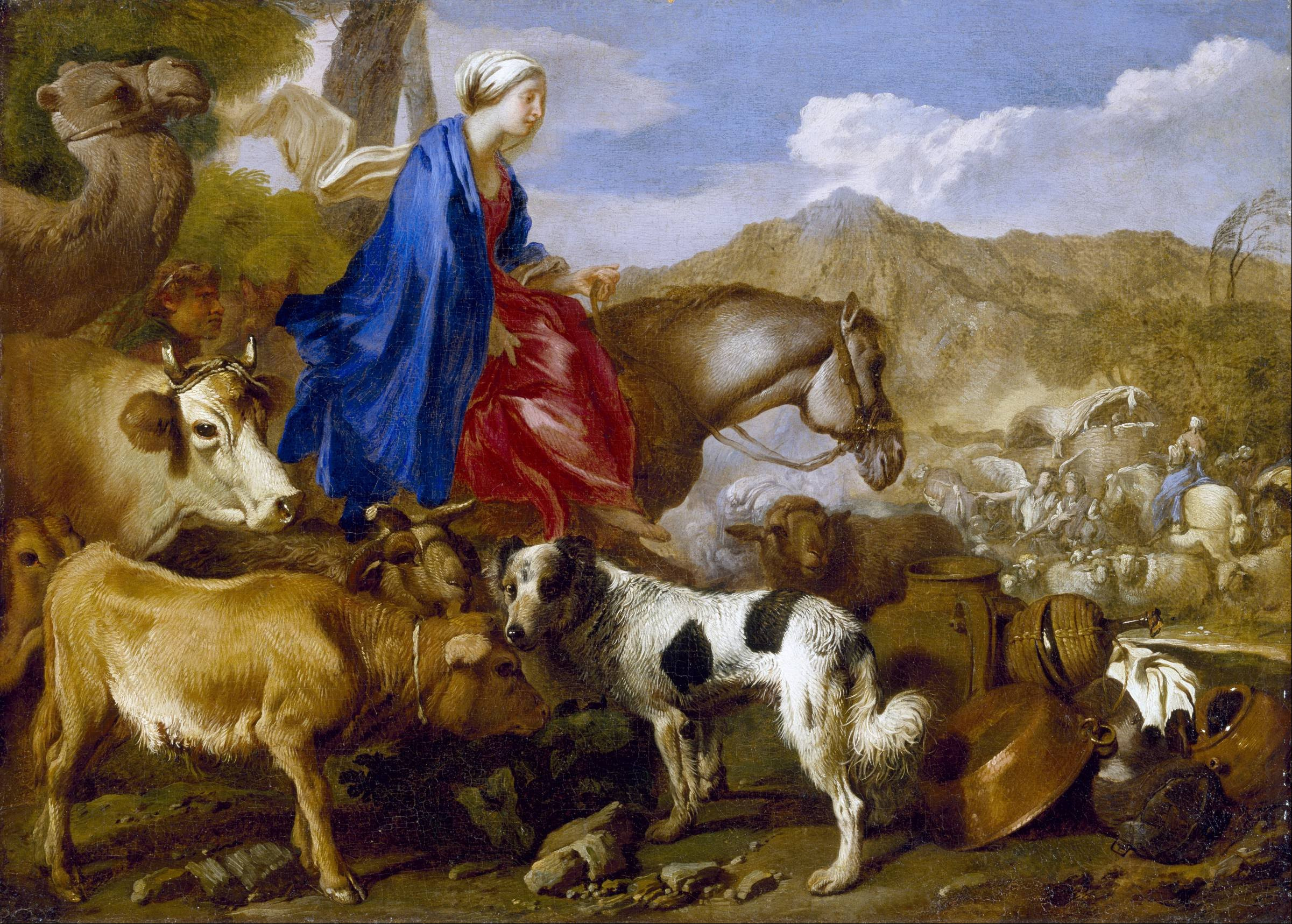
Le Voyage de Rebecca, 1637-1639 Musée de Houston
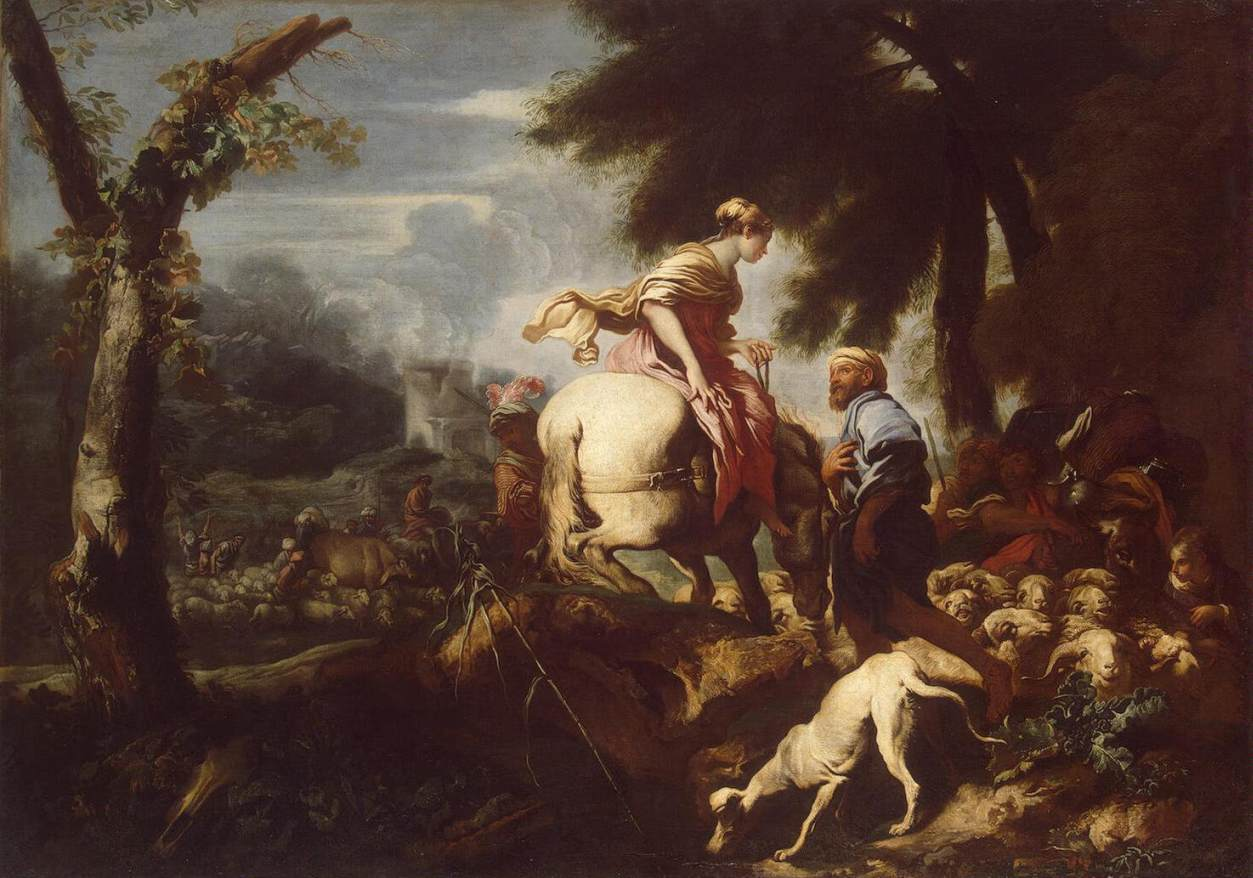
Isaac et Rebecca, v. 1640 Musée de l'Ermitage
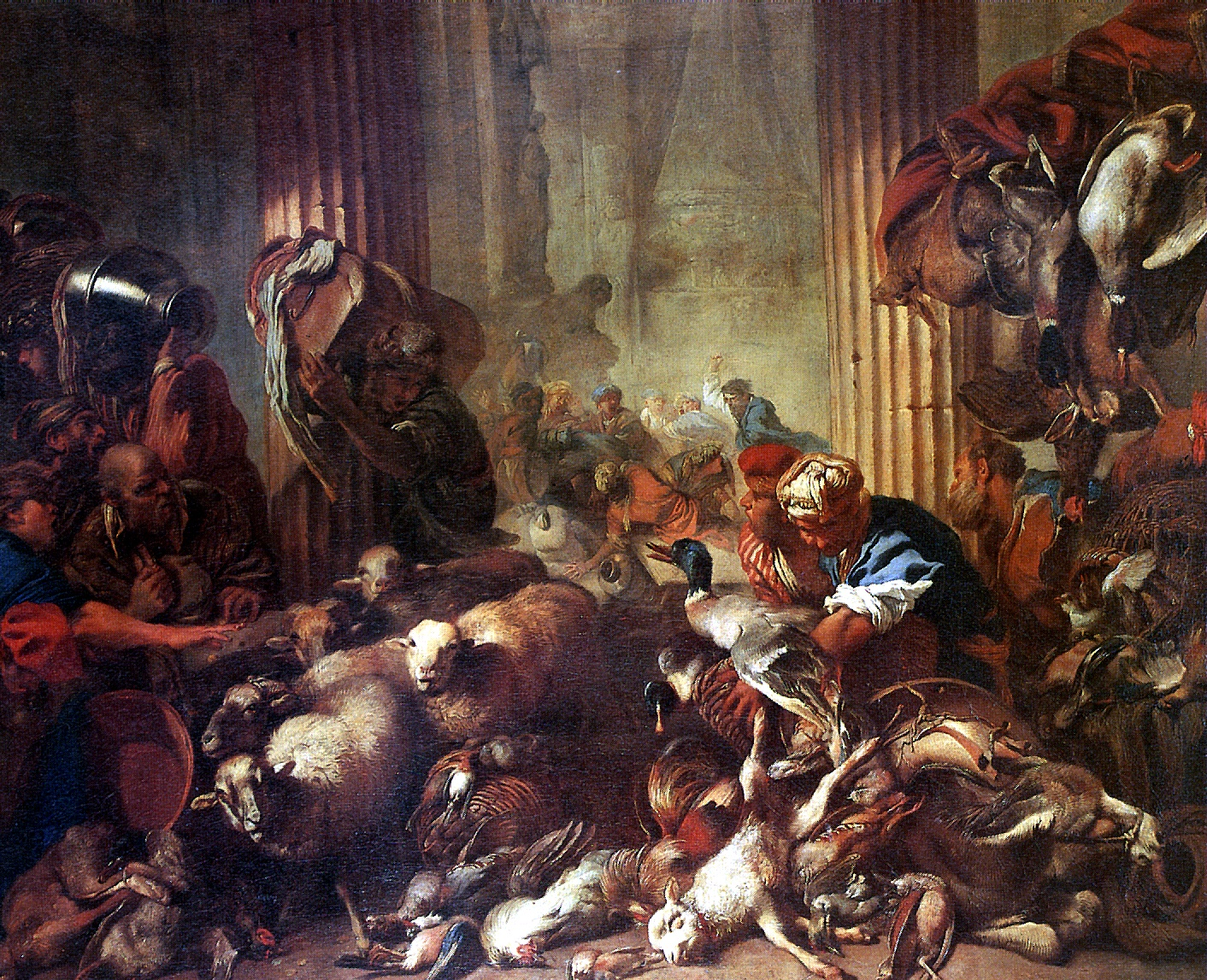
Le Christ chassant les marchands du temple, 1645-1655, Musée du Louvre
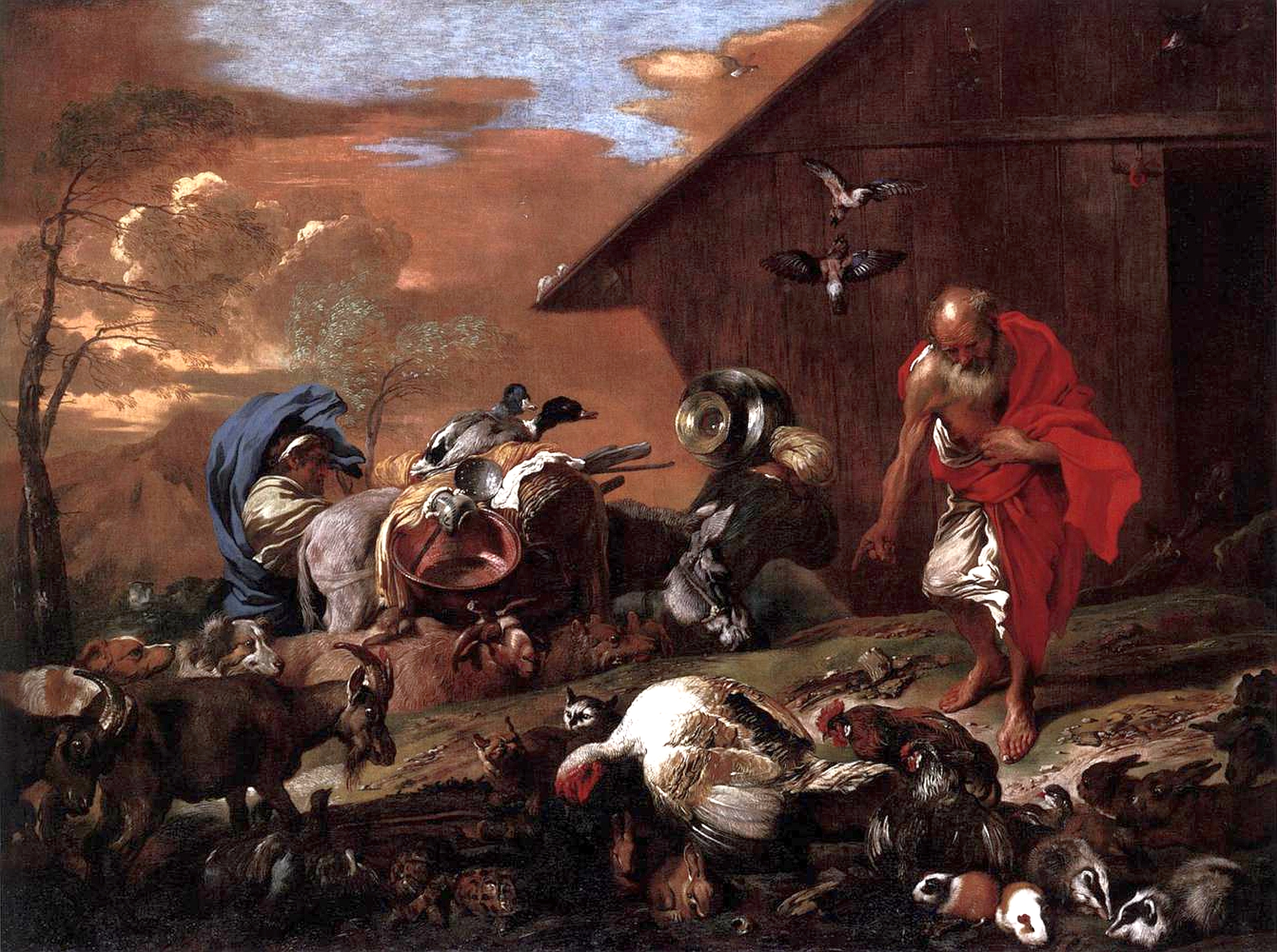
Devant l'arche de Noé, v 1650 Gemäldegalerie, Dresde

- Le Voyage de la famille d'Abraham, 1650 - 1660, Tableau, 186 × 282 cm, Musei di Strada Nuova, Gênes
- La Madone et l'Enfant en majesté avec un ange, vers 1654-1655, Austin, Blanton Museum of Art at the University of Texas
- Circé changeant en animaux les compagnons d'Ulysse vers 1655, San Francisco, Fine Arts Museum
- Pyrrha et Deucalion, 1655, huile sur toile, 155 × 121 cm, Denver Art Museum[12]
- Bergers arcadiens, vers 1655, Los Angeles, J. Paul Getty Museum
- Le Miracle de Soriano, huile sur toile, 1655, 319 × 204 cm, Gênes, Santa Maria del Castello
- L'Adoration des bergers, huile sur cuivre, 1659, 68 × 52 cm, Paris, Musée du Louvre[13]
- La Sainte Famille avec les anges, vers 1660, Paris, Musée du Louvre
- L'Adoration des bergers., vers 1660, Saint-Pétersbourg, Musée de l'Ermitage
- Crucifixion, Tableau, v. 1660, 60 × 45 cm, Musei di Strada Nuova, Gênes

Après 1650
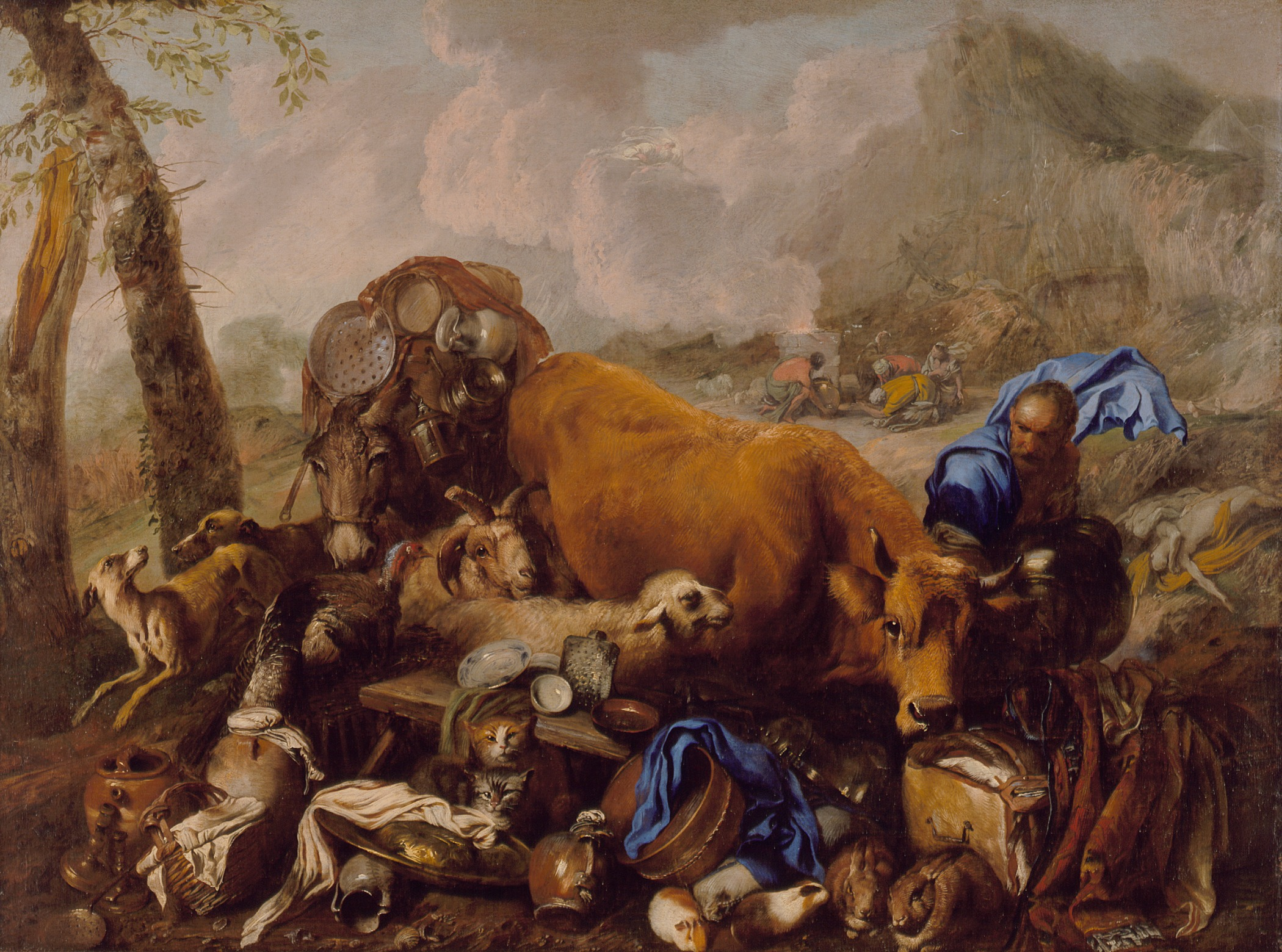
Sacrifice de Noé, 1650-1655 Musée du Comté de Los Angeles
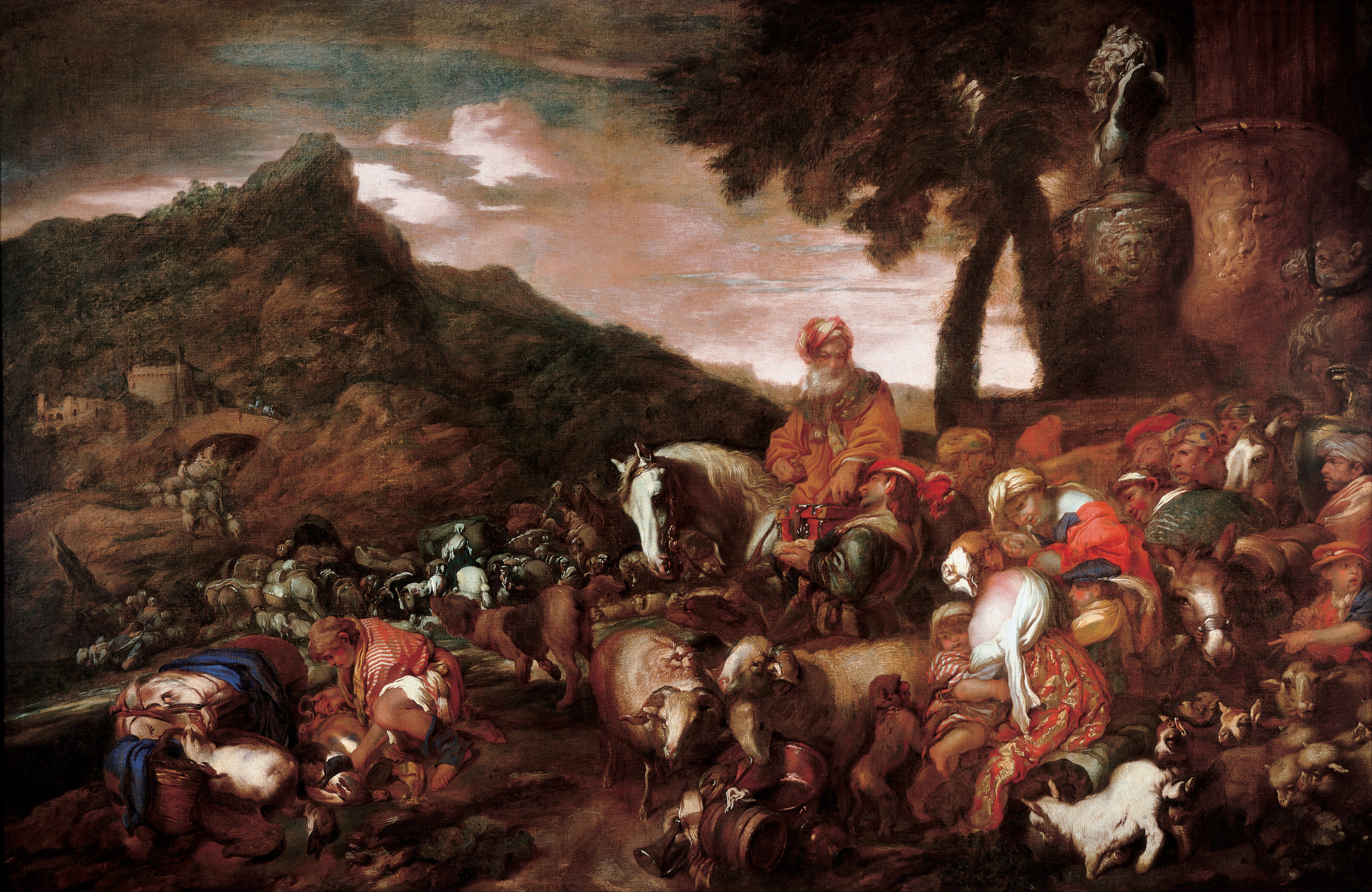
Le Voyage de la Famille d'Abraham, 1650-1660 Musei di Strada Nuova
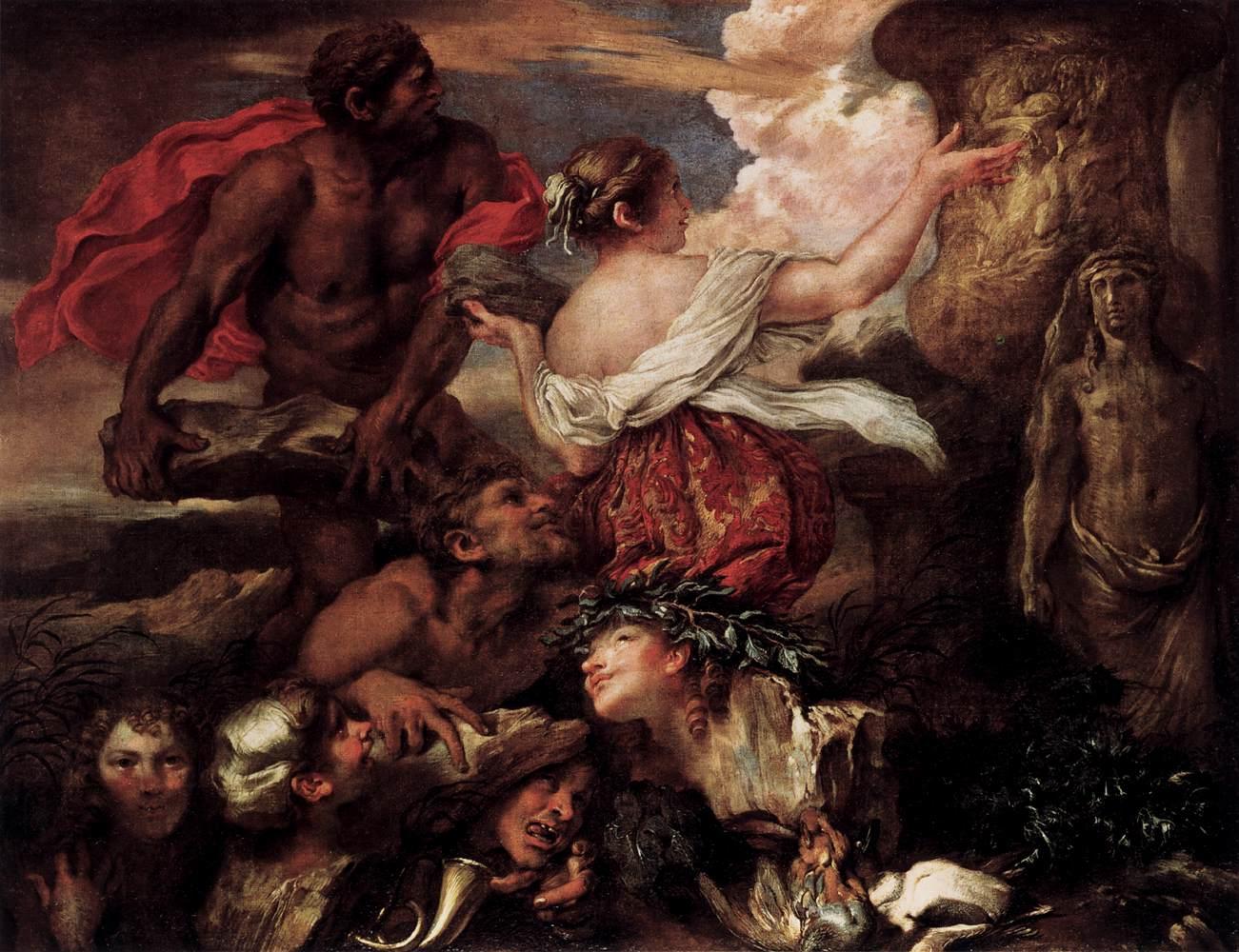
Pyrra et Deucalion, 1655 Gemäldegalerie (Berlin)
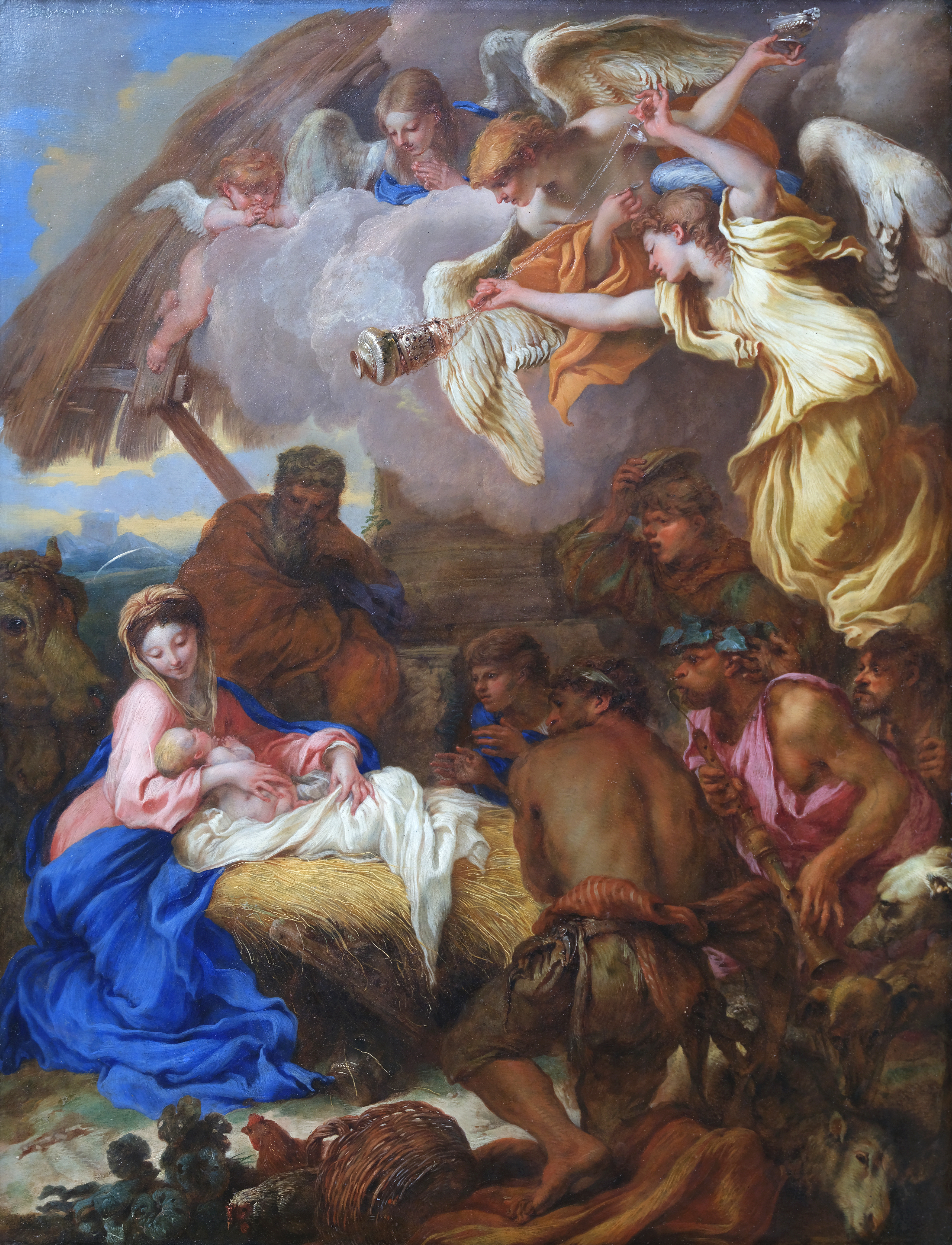
Adoration des Bergers, 1659 Musée du Louvre
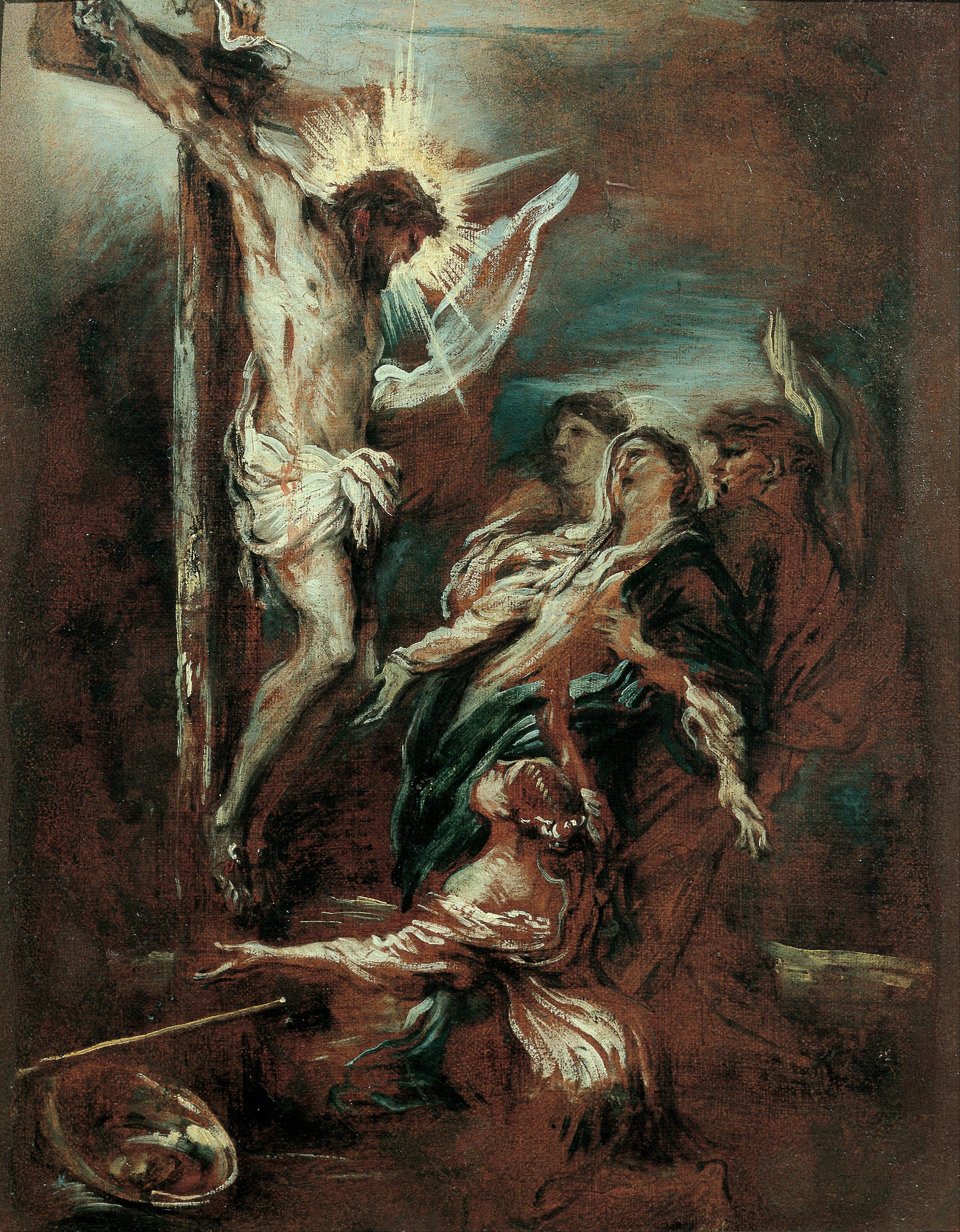
Crucifixion, v. 1660 Musei di Strada Nuova, Gênes

#### Dates non renseignées
- L'Adoration des rois
- Vulcain et Junon, toile, 198 × 294 cm, Gênes, collection marquis A. Doria
- Allégorie de l'abondance, toile, 198 × 287 cm, Gênes, collection marquis A. Doria
- L'Ange éveillant Joseph, San Francisco, musée des Beaux-Arts
- Les Animaux entrant dans l'Arche de Noé, Marseille, musée des Beaux-Arts
- Entrée dans l'arche, huile sur toile, 135 × 171 cm, musée d'Arts de Nantes[14].
- Bacchante et Satyre, musée Antoine-Lécuyer de Saint-Quentin
- Le Christ chassant les marchands du Temple, Bowdoin College Museum of Art
- La Découverte des corps de saint Pierre et de saint Paul, San Francisco, Fine Arts Museum
- La Découverte des corps de saint Pierre et de saint Paul, Minneapolis, Institute of Arts
- La Découverte de Cyrus, Dublin, National Gallery
- Décapitation de saints, San Francisco, Fine Arts Museum
- Diogène cherchant un homme, huile sur toile, 97 × 145 cm, musée du Prado
- Étude d'une tête, Block Museum of Art at Northwestern University
- Étude d'une tête d'homme à la coiffure orientale, Musées Royaux des Beaux-Arts de Belgique
- La Crucifixion, années 1660, Saint-Pétersbourg, musée de l'Ermitage
- La Fête de Pan, San Francisco, Fine Arts Museum
- Fête devant l'autel du Dieu Terminus, Minneapolis, Institute of Arts
- La Fuite en Égypte, San Francisco, Fine Arts Museum
- Homme portant une écharpe et une toque de fourrure avec une plume, Minneapolis, Institute of Arts
- Io, Caen, musée des beaux-arts
- Melancholia, Philadelphie, Museum of Art
- Moïse recevant les Tables de la Loi, château de Windsor
- Noé faisant sortir les animaux de l'Arche, toile, 198 × 216 cm, Vienne, Kunsthistorisches Museum
- L'Offrande à Pan, Gênes, collection Durazzo
- Pan (ou Marsyas) et Olympe, San Francisco, Fine Arts Museum
- Paysage pastoral, San Francisco, Fine Arts Museum
- Procession d'animaux et de personnages, San Francisco, Fine Arts Museum
- Le Retour de Jacob, toile, 99 × 123 cm, Madrid, musée du Prado
- Le Sacrifice de Noé après le déluge, National Gallery of Australia
- Un Sacrifice païen
- Saint Bernard adorant le Christ en croix, toile, 305 × 222 cm, église San Martino à Sampierdarena (Gênes)
- Sainte Marie-Madeleine et sainte Catherine, église de la Madonna di Castello, Gênes
- Saint Jacques chassant les Maures d'Espagne, toile, 316 × 327 cm, Gênes, oratoire San Giacomo della Marina
- Samson détruisant le temple des Philistins
- La Sorcière Circé, Milan, Museo Poldi Pezzoli
- Le Voyage d'Abraham, Düsseldorf, Kunst Museum
- Le Voyage des enfants d'Israël, Pinacothèque de Brera, Milan
- Le Voyage de Jacob en Égypte
- Adoration des bergers, cuivre, 66 × 50 cm, musée des Beaux-Arts de Chartres[15].

### Gravures

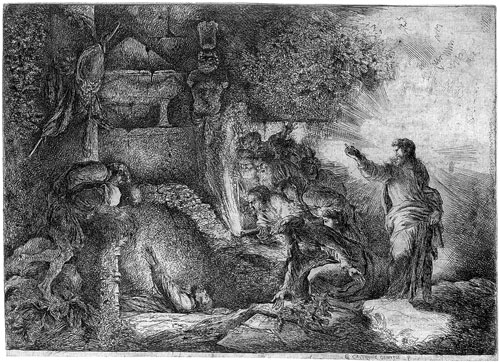
La Résurrection de Lazare

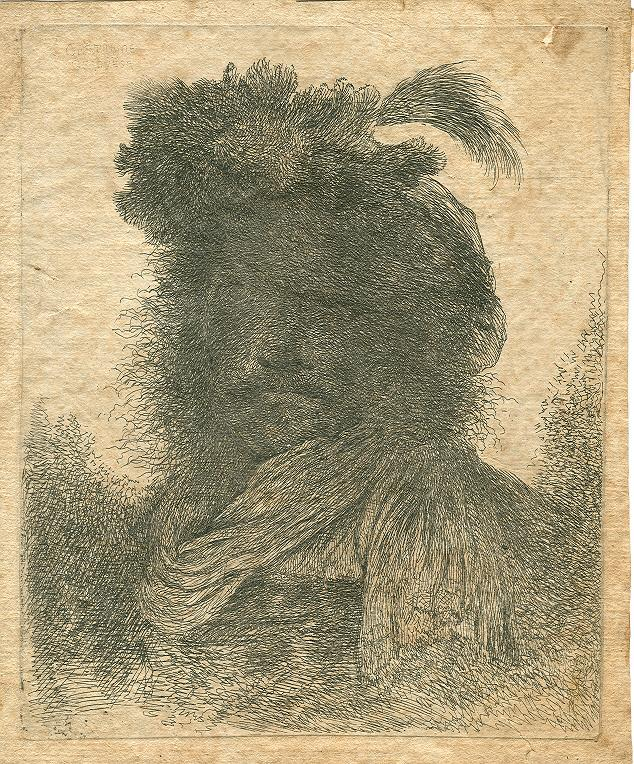
Homme vu de face, avec le visage dans l'ombre

- Les Animaux entrant dans l'Arche de Noé
- La Caravane, estampe, 61 × 46 cm
- Crêche, 1645, estampe, 30 × 41 cm
- David avec la tête de Goliath, estampe, Brescia, Pinacothèque Tosio Martinengo
- Deux Bergers avec un âne, entourés par un troupeau de moutons, eau-forte, New-York, Public Library
  - id., San Francisco, Fine Arts Museum
- La Fable de Diogène cherchant un homme avec une lanterne, estampe, 61 × 46 cm
- Le Génie de Castiglione, vers 1645-1647, eaux-fortes, New York, Metropolitan Museum of Art
  - id., vers 1648, San Francisco, Fine Arts Museum
- Homme vu de face, avec le visage dans l'ombre, San Francisco, Fine Arts Museum
- Jésus chassant les marchands du Temple, estampe, 61 × 46 cm
- Jeune berger à cheval, San Francisco, Fine Arts Museum
- Jeune homme coiffé à l'orientale, de profil, eau-forte, 11,5 × 9 cm, Liège, Collections de l'Université
- Jeune homme coiffé à l'orientale, tête baissée, eau-forte, 12 × 9 cm, Liège, Collections de l'Université
- Laban fouillant les bagages de Jacob, à la recherche des idoles de Rachel, San Francisco, Fine Arts Museum
- Mélancolie
- La Naissance du Christ, eau-forte, 38 × 30 cm, Gênes, Galerie Balbi
- Nativité, avec Dieu le Père et des anges, vers 1647, San Francisco, Fine Arts Museum
  - id., Minneapolis, Institute of Arts
- Paysage, 1658
- Pyrrha et Deucalion, huile sur toile, 1655, 83 × 107 cm, Berlin, Staatliche Museen
- La Résurrection de Lazare, eau-forte, 1648, 22,6 × 31,9 cm, Christchurch Art Gallery
  - id., vers 1647-1351, San Francisco, Fine Arts Museum
  - id., Minneapolis, Institute of Arts
- Tête d'homme avec un turban, vers 1645-1650
- Tête d'un oriental barbu, 1655, monotype aquarellé et rehaussé à l'huile, 31,7 × 23,6 cm, Royal Art Collection, Château de Windsor
- Tête d'un Oriental de profil gauche, 1635-40, estampe, 30 × 41 cm
- Tête d'un vieux barbu, vers 1645-1650
- Thésée retrouvant les armes de son père, eau-forte, 1648, Minneapolis, Institute of Arts
- Vieillard barbu regardant vers la gauche, vers 1650, San Francisco, Fine Arts Museum
- La Vierge adorant l'Enfant, eau-forte, 1655, Minneapolis, Institute of Arts
- Vieillard coiffé à l'orientale, de profil, eau-forte, 11,5 × 9 cm, Liège, Collections de l'Université

### Musées
- Allemagne
  - Gemäldegalerie, Dresde
  - Staatliche Museen, Berlin
- Australie
  - National Gallery
- Autriche
  - Kunsthistorisches Museum, Vienne
- Belgique
  - Musées Royaux des Beaux-Arts
  - Collections de l'Université de Liège
  - Musée Gaspar d'Arlon
- Canada
  - Art Gallery of Greater Victoria, Colombie-Britannique
  - National Gallery of Canada, Ottawa, Ontario
  - Musée des Beaux-Arts de Montréal, Québec
- États-Unis
  - Blanton Museum of Art at the University of Texas, Austin
  - Block Museum of Art at Northwestern University, Illinois
  - Bowdoin College Museum of Art, Maine
  - Cleveland Museum of Art, Ohio
  - Detroit Institute of Arts, Michigan
  - Fine Arts Museums of San Francisco
  - Guilford College Art Gallery, North Carolina
  - Harvard University Art Museums, Massachusetts
  - Indianapolis Museum of Art, Indiana
  - Los Angeles County Museum
  - Metropolitan Museum of Art, New York City
  - Minneapolis Institute of Arts, Minnesota (10 œuvres)
  - Museum of Fine Arts, Boston (aquarelles et dessins)
  - National Gallery of Art, Washington D.C. (3 œuvres)
  - New York Public Library
  - J. Paul Getty Museum, Los Angeles
  - Philadelphia Museum of Art
  - Samuel H. Kress Foundation Collection
  - Worcester Art Museum, Massachusetts
- Finlande
  - Galerie nationale d'art finlandaise, Helsinki
- France
  - Musée des Beaux-Arts de Caen
  - Musée des Beaux-Arts de Chartres
  - Marseille
    - Musée des Beaux-Arts
    - Musée Cantini

  - Paris, musée du Louvre (huit toiles)
  - Musée des Beaux-Arts de Rouen
- Irlande
  - National Gallery, Dublin
- Italie
  - Bibliothèque Ambrosiana, Milan (dessins)
  - Galerie du Palazzo Rosso, Gênes (3 peintures)
  - Musées d'État de Florence
  - Pinacothèque Tosio Martinengo, Brescia
  - Museo Poldi Pezzoli, Milan
- Nouvelle-Zélande
  - Christchurch Art Gallery / Te Puna O Waiwhetu,
- Royaume-Uni
  - Birmingham Museum and Art Gallery, Birmingham,
  - British Museum, Londres
  - Courtauld Institute of Art, Londres, (10 œuvres de l'artiste et de son atelier)
  - Hunterian Museum and Art Gallery, Université de Glasgow, Écosse
  - The Royal Collection, Londres (6 œuvres)
- Russie
  - Musée de l'Ermitage, Saint Petersbourg
- Suisse
  - Musée Jenisch, Vevey

#### Base de données et dictionnaires
- Ressources relatives aux beaux-arts :   - AGORHA
  - Art Institute of Chicago
  - Art UK
  - Artists of the World Online
  - Auckland Art Gallery
  - Bénézit
  - Bridgeman Art Library
  - British Museum
  - Collection de peintures de l'État de Bavière
  - Cooper–Hewitt, Smithsonian Design Museum
  - Galerie nationale de Finlande
  - J. Paul Getty Museum
  - Kunstindeks Danmark
  - Musée d'art Nelson-Atkins
  - Musée des beaux-arts du Canada
  - Musée du Prado
  - Musée national du Victoria
  - Musée Städel
  - MutualArt
  - National Gallery of Art
  - Nationalmuseum
  - RKDartists
  - Sandrart.net
  - Te Papa Tongarewa
  - Union List of Artist Names
- Ressource relative à la recherche :   - Isidore
- Notices dans des dictionnaires ou encyclopédies généralistes :   - Britannica
  - Deutsche Biographie
  - Dizionario biografico degli italiani
  - Enciclopedia italiana
  - Enciclopédia Itaú Cultural
  - Gran Enciclopèdia Catalana
  - Proleksis enciklopedija
  - Store norske leksikon
  - Treccani
- Notices d'autorité :   - VIAF
  - ISNI
  - BnF (données)
  - IdRef
  - LCCN
  - GND
  - Italie
  - Espagne
  - Belgique
  - Pays-Bas
  - Pologne
  - Israël
  - NUKAT
  - Vatican
  - Australie
  - Tchéquie

#### Autres
- (en) Giovanni Benedetto Castiglione dans Artcyclopedia.
- (en) Les gravures de Giovanni Benedetto Castiglione au Minneapolis Institute of Art.
- (fr) Les gravures de Giovanni Benedetto Castiglione dans les collections de l'Université de Liège.
- (fr) Commentaire sur la rencontre d'Isaac et Rebecca, sur stanley-cavell.org.
- (en) Peintures de Giovanni Benedetto Castiglione, sur Web Gallery of Art.